# Hymenoscyphus pezizoideus
Hymenoscyphus pezizoideus är en svampart som först beskrevs av Cooke & W. Phillips, och fick sitt nu gällande namn av Gamundí 1998. Hymenoscyphus pezizoideus ingår i släktet Hymenoscyphus och familjen Helotiaceae.   Inga underarter finns listade i Catalogue of Life.